# تخطيط إقليمي

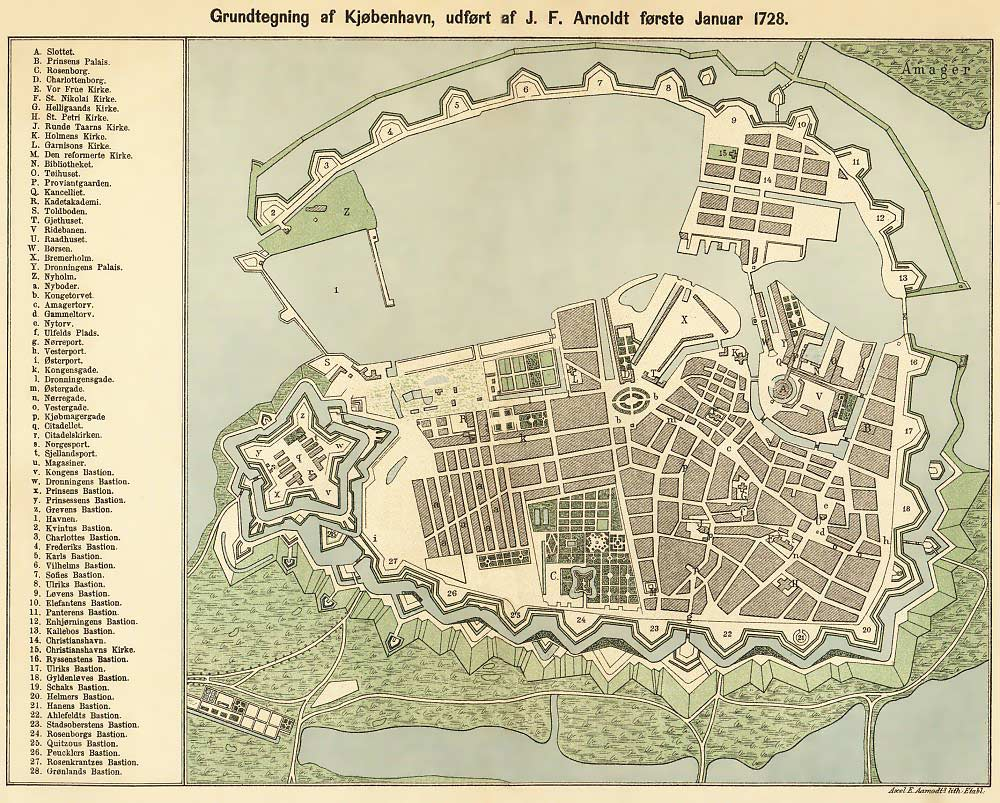

التخطيط الإقليمي (بالإنجليزية: Regional planning)‏، هو مستوى من مستويات التخطيط، وهو همزة الوصل بين التخطيط القومي الشامل والتخطيط المحلي.
بدأ مفهوم التخطيط الإقليمي خلال النصف الثاني من القرن ال 19 مواكبا للثورة الصناعية، وبدأ يأخذ شكل العلم مكتمل النضوج في منتصف القرن ال 20 في التعامل مع مكونات الإقليم وخصائصه المختلفة والعلاقات والتفاعلات فيما بينهما، يقوم بالتوزيع المكاني لاستثمارات الخطة القومية في إطار المحددات والإمكانيات التي يمليها التخطيط العمراني المحلي علي نحو لا يتعارض مع القواعد التخطيطية السليمة التي تحقق للتجمعات العمرانية الحياة الصحية المريحة. فهو تخطيط شامل علي مستوي جغرافي محدد بسبب اختلاف خصائص اقاليم الدولة ديموجرافيا واختلاف الأنشطة الاقتصادية الأمر الذي يؤثر في معدلات النمو بينها. وبالتالي فإن تنمية الأقاليم تحقق التوازن والتنسيق والتكامل بين القطاعات المختلفة ويؤدى إلي تحقيق أعلي معدل للتنمية الشاملة.

## الإقليم
يختلف مفهوم الإقليم باختلاف وجهات النظر سواء كانت جغرافيه، اقتصادية أو اجتماعية
- مفهوم الإقليم من وجهة النظر جغرافية:

حيز مكاني له خصائص طبيعيه تميزه عن غيره.
- وجهة نظر اقتصادية:

حيز مكاني به أنشطه اقتصاديه متنوعة تحقق له قدر من الاكتفاء الذاتي.
- وجهة نظر اجتماعية:

حيز مكاني يتميز بوجود طائفة، عرق، مجموعة دينية أو قومية معينة وعليه يمكن تعريف الإقليم كمفهوم شامل بانه: حيز مكاني ذو حدود واضحة سواء كانت طبيعية أو من صنع البشر، تتوافر به خصائص بيئية وطبيعية مشتركة، تتواجد به مجموعات اجتماعية متجانسة وانشطه اقتصادية متكاملة، تسكنة مجموعه من التجمعات العمرانية ذات أحجام مختلفة وتربطها علاقات متبادلة.

## الدراسات في التخطيط الإقليمي

### الدراسات الإقليمية
تعتبر الدراسات الإقليمية أهم مراحل التخطيط الإقليمي ومن خلالها يتم اتخاذ القرارات اللازمة والمناسبة لتخطيط الإقليم وهي بمثابة قاعدة بيانات متكاملة تبنى عليها خطة تنمية الإقليم... وهذه الدراسات تنقسم إلى:-
- الدراسات البيئية والطبيعية
- الدراسات السكانية والديموجرافية
- الدراسات الاجتماعية – الاقتصادية
- الدراسات الاقتصادية
- دراسة الخدمات
- دراسة البنية التحتية
- الدراسات القانونية
- الدراسات العمرانية

وتختلف هذه الدراسات من اقليم لاخر تبعا لطبيعة الإقليم مع احتفاظ هذه الدراسا بنفس المسميات

### الدراسات البيئية والطبيعية
وفيها يتم دراسة ظروف البيئة الطبيعية وكيفية توظيفها لتخدم الخطة المتبعة لتنمية الإقليم ويتم فيها دراسة لكل من
الأرض
- الموقع الجغرافي:وذلك بدراسته للدولة بأكملها ومناطق الانشطة الاقتصادية
- الطبوغرافيا: وذلك بدراسة الخرائط المساحية والصور الجوية وصور الاقمار الصناعية أو الرفع المساحي للأراضي.

ويتم استخدامها في معرفة المعالم ذات الأهمية من السهول والوديان واوقات السيول وأماكنها ومنابعها ومصبانها وخطورتها وإمكانية علاجها وغيرها ويتم استغلال هذه المعلومات لصالح التنمية
وهذه الدراسة تساعد في تكوين صورة مبدئية عند وضع المخطط الهيكلي للإقليم
- الجيولوجيا: وتشمل طبيعة تكوينات الأرض والترسبات.. وتوظيف هذه الدراسة لخدمة المخطط
- المياه السطحية والجوفية: وتشمل دراسة أماكنها وكمياتها ولمكانية استخدامها بما يخدم احتياجات الزراعة والسكن والاغراض المختلفة
- الحياة النباتية والحياة الحيوانية واماكن المحميات الطبيعية

### الدراسات السكانية والديموجرافية
يعتمد التخطيط الإقليمي على دراسة ومسح شامل للاحوال السكانية على مستوى القليم والدولة ككل ويساهم وذلك كثيرا في خدمة السكان والنهوض بهم وهو الهدف الأساسي لخطة التنمية
وفي بعض الحالات تكون الاقاليم موسمية السكان لاسباب اقتصادية واجتماعية أو سياحية أو دائمة السكان ويجب أن يغطي المسح جميع انماط السكان المتواجدين وذلك لعمل الهيكل السكاني الذي يقوم بدراسة الهرم السكاني للإقليم وكذلك دراسة خصائص السكان سواء كانوا موسميين أو دائمين
- السكان الدائمين:- من حيث الاصل أو إذا كانو مستوطنين لاغراض العمل والاستقرار وكذلك اعدادهم وكيفية توزيعهم وانتمائتهم
- السكان الموسميين:- من حيث النوعية إذا كانوا زوار أو عمالة مؤقتة وكذلك دراسة اعدادهم ونشاطهم الأصلي ومدة اقامتهم

### الدراسات الاجتماعية – الاقتصادية
وتسمى socio-economic وتشمل دراسة الهيكل الاجتماعي الحالي والمتوقع للسكان على مستوى التجمعات
العمرانية بالإقليم وكذلك الأمراض الاجتماعية ان وجدت ودراسة القوى العاملة وأماكن العمل والحركة
وتفيد هذه الدراسات في تقييم وتقدير الطاقة الاستيعابية للمناطق الأكثر حاجة للتنمية وكذلك معرفة الاحتياجات المطلوبة للتنمية وتوزيعها باتزان

### الدراسات الاقتصادية
تعتبر دراسات الانشطة الاقتصادية المختلفة والتي تمثل الدعامات الرئيسية لرفاهية وتقدم الدولة
وتساهم هذه الدراسات في تقدير جزء كبير من اعداد العمالة وكذلك عدد فرص العمل المتوفرة بالإقليم
وهذه الانشطة تتمثل في:-
- قطاع الزراعة
- قطاع التعدين
- قطاع الصناعة
- قطاع السياحة

( الداخلية – الخارجية – المقومات السياحية)
- قطاع التجارة
- أي انشطة أخرى في الإقليم كالصيد مثلا:

وتكون هذه الدراسة لمعرفة مدى تأثير هذه الانشطة على الاقتصاد وكذلك معرفة عدد العاملين بها وفرص العمل القائمة عليها

### دراسة الخدمات
لاشك ان نجاح عملية التنمية لأي منطقة أو اقليم يرتبط الي حد كبير بالخدمات المتوفرة كما وكيفا، من ناحية أخرى فان مجموع العمالة في الخدمات الإنتاجية والاجتماعية يصل الي حوالي 45% من العمالة بوجه عام لذلك من الضروري دراسة الخدمات المتوفرة للإقليم للتمكن من معرفة ما تحتاجة عملية التنمية الشاملة وذلك من حيث نوعية الخدمات وأعداد العاملين بها والاستمرارية أو الموسمية

### دراسة البنية الأساسية
تقوم بحصر ودراسة محطات وشبكات البنية الأساسية للإقليم أو المخطط ومعرفة طاقتها الاستيعابية ومدي قابليتها للتدعيم والتطوير
- عناصر البنية الأساسية:
- النقل والمرور وتشمل:
- شبكة الطرق الحالية وحالتها وقدرتها علي استيعاب حركة النقل والمرور الحالية والمستقبلية
- خطوط السكك الحديدية الموجودة والمخطط لها وسعتها وتطويرها -	المطارات والمواني - ان وجدت - وحالتها وقدرتها علي استقبال الأحجام المختلفة من الطائرات والبواخر
- علاقة شبكة الطرق داخل الإقليم بالطرق الإقليمية علي مستوي الجمهورية
- الأنفاق والكباري علي المستوي الإقليمي
- التغذية بمياة الشرب والري وتشمل:
- مصادر المياة الحالية بالإقليم كذلك المصادر المتوقعة أو المخطط لها
- وسائل التغذية الحالية بمياة الشرب والري
- الصرف الصحي والتخلص من الفضلات:

غالبا ما تكون هذه الدراسة علي مستوي التجمعات العمرانية وتشمل:
- الوضع الحالي للصرف الصحي
- معالجة مياة الصرف الصحي لإعادة استخدامها
- كميات القمامة ونوعيتها ومصادرها وكيفية التخلص منها
- الطاقة وتشمل:
- الطاقة التقليدية: تتمثل في الكهرباء من حيث مصدرها ومقدار الجهد والكفاءة والإمكانية المستقبلية
- الطاقة الجديدة والمتجددة: تتمثل في الطاقة الشمسية وطاقة الرياح والطاقة المتولدة من حركة الامواج
- الطاقة النووية: دراسة كفاءة المفاعلات النووية الموجودة
- الاتصالات:

وتشمل التليفون والمحمول والأنترنت والفاكس والبريد والتلغراف

### الدراسات القانونية
تهتم أساسا بالملكيات القانونية والتعديات ووضع اليد واساليب التعامل معها، وكذلك تشمل أسعار الأراضي والعوامل المؤثرة عليه

### الدراسات العمرانية
وهي مصب الدراسات المختلفة حيث أن الدراسات المتوازنة للسكان والانشطة الاقتصادية وكافة الدراسات يؤدي الي نجاح التنمية والارتقاء بالمستوى العام للسكان وهذا هو الهدف
وتشمل هذه الدراسة توزيع التجمعات العمرانية واتدرجها من حيث الحجم والنسق العمراني واتجاهات النمو العمراني ودراسة استعمالات الأراضي بالإقليم

## مقومات التخطيط الاقليمى
- وجود نطاق مكانى محدود تتم في أطاره الخطة.
- وضع الخطة الإقليمية في حدود الموارد الطبيعيه والبشرية والتنظيميه.
- محاوله التعرف علي المشكلات الإقليمية ووضع أهداف الخطة لمواجهة تلك المشكلات.[2]
- الاهتمام بدور المشاركة الشعبية في وضع الخطة.
- خلق شئ من التقارب والتجانس إلى ابعد الحدود بين المستويات الاقتصاديه والاجتماعيه للإقليم بممارسه وإتباع سياسه تخطيطيه.
- ملائمه الخطة الإقليمية ومسايرتها لأهداف الخطة العامه للدوله.[3]
- يجعل هنالك تنظيم وتسهيل في كل العمليات التي تت في الإقليم مثل طرق المواصلات كافه

## أهميه التخطيط الاقليمى
- يسهل تنظيم وتنميه مختلف القطاعات داخل إطار أكثر تجانسا مع طبيعه الإقليم.
- يسهل توجيه الخطة والتحكم في تنفيذها ومتابعتها إذ أن الخطة الاقليميه تعطى أانسب إطار يمكن في حدوده تحقيق أعلي معدلات التنمية.[3]
- يمكن تحقيق أكبر قدر من التكامل بين مختلف الأنشطة والقطاعات.
- يتسع نطاق المشاركة الشعبية بصوره ديمقراطيه سليمه.
- تكون التنمية القومية في سياق متوسط أكثر قابليه للتحكم فيه وبسهوله ويسر إداريا وماليا.[2]
- يتم الربط بفاعليه بين المداخل الإداريه والسياسيه والاجتماعيه للتنمية في نموذج متكامل.
- خلق نظام من المعلومات يساعد علي تطوير العمليات التخطيطيه ذاتها عن طريق النزول إلي الوحدات المحلية.[2]